# Reparto electrónico de frenada
El sistema electrónico de reparto de frenada (llamado comercialmente EBV o EBD según los distintos fabricantes) determina cuánta fuerza aplicar a cada rueda para detener al vehículo en una distancia mínima y sin que se descontrole.
El sistema calcula si el reparto es adecuado a partir de los mismos sensores que el ABS. Ambos sistemas en conjunto actúan mejor que el ABS en solitario, ya que este último regula la fuerza de frenado de cada rueda según si ésta se está bloqueando, mientras que el reparto electrónico reparte la fuerza de frenado entre los ejes, ayudando a que el freno de una rueda no se sobrecargue (esté continuamente bloqueando y desbloqueando) y el de otra quede infrautilizado.

## En motos
En motos aunque se puede regular el reparto manualmente hay sistemas llamados de frenada integral o combinadas que aplican la frenada en la proporción ideal para obtener la máxima frenada.